# Cantón de Villefranche-du-Périgord
El cantón de Villefranche-du-Périgord era una división administrativa francesa, que estaba situada en el departamento de Dordoña y la región de Aquitania.

## Composición
El cantón estaba formado por nueve comunas:
- Besse
- Campagnac-lès-Quercy
- Lavaur
- Loubejac
- Mazeyrolles
- Orliac
- Prats-du-Périgord
- Saint-Cernin-de-l'Herm
- Villefranche-du-Périgord

## Supresión del cantón de Villefranche-du-Périgord
En aplicación del Decreto nº 2014-218 de 21 de febrero de 2014, el cantón de Villefranche-du-Périgord fue suprimido el 22 de marzo de 2015 y sus 9 comunas pasaron a formar parte del nuevo cantón de Valle de Dordoña.